# Charles Hillman Brough
Charles Hillman Brough (9 de Julho de 1876 – 26 de Dezembro de 1935) foi o 25° Governador do estado americano do Arkansas de 1917 até 1921.

## Biografia
Charles Brough nasceu em Clinton, no Condado de Hinds, no centro do Mississippi. Em 1894, formou-se na Mississippi College em Clinton. Ganhou seu Ph.D. em 1898 da Universidade Johns Hopkins em Baltimore, Maryland. Formou-se na Faculdade de Direito da Universidade de Mississippi em 1902. Lecionou na Mississippi College e na antiga instituição feminina, Hillman College, também em Clinton, Mississippi, e depois na Universidade do Arkansas em Fayetteville. Era diácono na Igreja Batista.
Brough foi eleito governador em 1916. Derrotou o advogado Wallace Townsend, nascido em Iowa que mais tarde exerceu por muito tempo como membro do Comitê Nacional Republicano do Arkansas. Townsend não conseguiu novamente ter a candidatura para governador em 1920 contra o sucessor de Brough, Thomas Chipman McRae.
Durante o governo de Brough, o reformatório do estado para mulheres foi fundado e a escola industrial para meninas foi inaugurada. Assinou um projeto de lei que permitia que as mulheres votassem nas eleições primárias. Sob o governo de Brough, Arkansas tornou-se o único estado do sul a permitir o sufrágio feminino antes da 19ª Emenda. Brough, um Democrata liberal, apoiou publicamente leis anti-linchamento. Foi reeleito como governador em 1918, quando o Partido Republicano apoiou Brough contra o Socialista Clay Fulks.
Em 1919, ocorreu o Motim Racial Elaine em Elaine, no Condado de Phillips, onde moradores brancos criaram falsas conspirações sobre moradores negros que queriam matar brancos, quando os moradores negros estavam apenas sindicalizando para exigir melhores salários como agricultores. Brough solicitou tropas federais ao Departamento de Guerra e acompanhou as tropas ao local. No local, soldados prenderam moradores negros e, como os vigilantes do Mississippi e a milícia local, mataram moradores negros indiscriminadamente, com um total de 237 vidas perdidas. Esse foi um dos conflitos raciais mais mortais de toda a história dos Estados Unidos.
Brough era amigo pessoal da família Woodward e foi uma influência inicial do proeminente historiador do sul C. Vann Woodward.
Brough exerceu como diretor da Agência de Informações Públicas de 1925 até 1928 e, em 1929, como presidente da Central Baptist College em Conway, Arkansas. Presidiu a Comissão de Fronteiras de Washington, D.C.-Virgínia, de 1934 até 1935. Brough também era um Civitano. Brough também concorreu ao Senado dos EUA em 1932, perdendo nas Primárias Democratas para a Senadora Hattie Caraway.
Brough morreu em Washington, D.C. Como muitos outros governadores do Arkansas, foi sepultado no Cemitério Roselawn Memorial Park, na capital de Little Rock.
Questionado sobre como pronunciar seu sobrenome, disse ao The Literary Digest: "Pronunciado como se fosse soletrado bruff". (Charles Earle Funk, What's the Name, Please?, Funk & Wagnalls, 1936.)

## Leia mais
- Cortner, Richard, A Mob Intent On Death, ISBN 0-8195-5161-9